# Liechtensteins flagga
Liechtensteins flagga består av två lika stora horisontella fält, det övre blått och det undre rött. I det blåa fältet finns till vänster en gyllene furstekrona. Färgerna har förmodligen sitt ursprung i de tjänstekläder som det liechtensteinska hovet hade under 1700-talet. En blå och röd flagga antogs i samband med den nya författningen den 5 oktober 1921 då den absoluta monarkin ersattes med en konstitutionell. Kronan lades till först 1937 då det liechtensteinska lag som deltog vid de olympiska spelen 1936  såg att flaggan annars var identisk med Haitis flagga. Den nya utformningen stadfästes den 24 juni 1937. 1982 modifierades kronans utformning något. Proportionerna är 3:5.

## Historiska flaggor

1719-1852
1852-1921
1921-37
1937-82

## Övriga flaggor

Furstenhusets flagga
Furstens standar.
Regeringens och lantdagens flagga.